# Olympische Winterspiele 1936/Teilnehmer (Japan)
| Gelbes Symbol für Goldmedaillen mit stilisierten Olympischen Ringen | Graues Symbol für Silbermedaillen mit stilisierten Olympischen Ringen | Braundes Symbol für Bronzemedaillen mit stilisierten Olympischen Ringen |
| ------------------------------------------------------------------- | --------------------------------------------------------------------- | ----------------------------------------------------------------------- |
| —                                                                   | —                                                                     | —                                                                       |

Japan nahm an den IV. Olympischen Winterspielen 1936 in Garmisch-Partenkirchen mit einer Delegation von 31 Athleten an 7 Sportarten teil. Hierbei konnten die Athleten keine Medaillen erringen. Der erfolgreichste Athlet war Ishihara Shōzō mit einem 4. Platz im Eisschnelllauf über 500 Meter. Japan war das einzige asiatische Land mit einer Delegation bei den Winterspielen 1936. 

## Teilnehmer nach Sportarten

### Eishockey(9)
Männer (Platz 9)
- Homma Teiji
- Hayama Masahiro
- Ichikawa Tatsuo
- Kamei Shinkichi
- Shōji Toshihiko
- Hirano Susumu
- Kitazawa Masatatsu
- Furuya Ken’ichi
- Kinoshita Kozue

### Eiskunstlauf(5)
Männer
- Katayama Toshiichi (Platz 15)
- Oimatsu Kazuyoshi (Platz 20)
- Hasegawa Tsugio (Platz 21)
- Watanabe Zenjirō (Platz 23)

Frauen
- Inada Etsuko (Platz 10), mit 12 Jahren jüngste Teilnehmerin dieser Olympischen Spiele[1]

### Eisschnelllauf(7)
500 m
- Ishihara Shōzō (Platz 4)
- Nakamura Reikichi (Platz 11)
- Nandō Kunio (Platz 22)
- Ri Seitoku[A 1] (Platz 16)

1500 m
- Ishihara Shōzō (Platz 19)
- Kin Seien[A 1] (Platz 15)
- Ri Seitoku[A 1] (Platz 23)
- Kawamura Yasuo (Platz 28)

5000 m
- Chō Yūshoku[A 1] (Platz 27)
- Kin Seien[A 1] (Platz 21)
- Nandō Kunio (Platz 31)
- Ri Seitoku[A 1] (Platz 27)

10.000 m
- Chō Yūshoku[A 1] (Platz 26)
- Kin Seien[A 1] (Platz 13)
- Ri Seitoku[A 1] (Platz 25)

### Langlauf(5)
18 km
- Sekido Tsutomu (Platz 55)
- Tadano Hiroshi (Platz 59)
- Yamada Ginzō (Platz 56)
- Yamada Shinzō (Platz 49)

50 km
- Okayama Tadao (Platz 34)
- Tadano Hiroshi (Platz 28)

4 × 10 km Staffel (Platz 12)
- Yamada Ginzō
- Sekido Tsutomu
- Yamada Shinzō
- Tadano Hiroshi

### Nordische Kombination(3)
Männer
- Sekiguchi Isamu (Platz 29)
- Sekido Tsutomu (Platz 25)
- Yamada Shinzō (Platz 43)

### Ski alpin(3)
Männer
- Sekido Tsutomu (Platz -)
- Sekiguchi Isamu (Platz -)
- Tadano Hiroshi (Platz -)

### Skispringen(4)
Männer
- Iguro Masaji (Platz 7)
- Miyajima Iwao (Platz 31)
- Adachi Gorō (Platz 46)
- Tatsuta Shunji (Platz 46)